# Петренко Ігор Анатолійович
Ігор Анатолійович Петренко (нар. 8 грудня 1967, Лисичанськ, Луганська область, УРСР) — радянський та білоруський борець греко-римського стилю українсько-білоруського походження, триразовий бронзовий призер чемпіонатів Європи, учасник двох Олімпійських ігор.

## Життєпис
Народився в Україні. Батько — українець, мати — білоруска. У віці восьми років переїхав з матір'ю до Білорусі, у місто Жлобин. Боротьбою почав займатися з 1980 року. Після перших успіхів хлопця забрали забрали в Гомель, в «Динамо». У 1986 році у складі збірної Радянського Союзу став чемпіоном молодіжної першості Європи.
Виступав за спортивне товариство «Динамо» Гомель. Тренер — Валерій Дерунов.
Після завершення кар'єри борця перейшов на тренерську роботу. У 2002 році півроку очолював збірну команду Ізраїлю з греко-римської боротьби. Потім повернувся до Білорусі. Серед його вихованців — В'ячеслав Макаренко, Алім Селімов, Тимофій Дейниченко, Джавід Гамзатов. У листопаді 2014 року став головним тренером збірної команди Білорусі з греко-римської боротьби.

## Спортивні результати на міжнародних змаганнях

### Виступи на Олімпіадах
| Змагання                    | Збірна   | Вагова категорія                 | Місце |
| --------------------------- | -------- | -------------------------------- | ----- |
| Літні Олімпійські ігри 1996 | Білорусь | греко-римська боротьба, до 62 кг | 13    |
| Літні Олімпійські ігри 2000 | Білорусь | греко-римська боротьба, до 58 кг | 13    |

### Виступи на Чемпіонатах світу
| Змагання                        | Збірна   | Вагова категорія                 | Місце |
| ------------------------------- | -------- | -------------------------------- | ----- |
| Чемпіонат світу з боротьби 1994 | Білорусь | греко-римська боротьба, до 62 кг | 21    |
| Чемпіонат світу з боротьби 1995 | Білорусь | греко-римська боротьба, до 62 кг | 11    |
| Чемпіонат світу з боротьби 1998 | Білорусь | греко-римська боротьба, до 58 кг | 9     |
| Чемпіонат світу з боротьби 1999 | Білорусь | греко-римська боротьба, до 58 кг | 4     |

### Виступи на Чемпіонатах Європи
| Змагання                         | Збірна   | Вагова категорія                 | Місце  |
| -------------------------------- | -------- | -------------------------------- | ------ |
| Чемпіонат Європи з боротьби 1994 | Білорусь | греко-римська боротьба, до 62 кг | Бронза |
| Чемпіонат Європи з боротьби 1995 | Білорусь | греко-римська боротьба, до 62 кг | Бронза |
| Чемпіонат Європи з боротьби 1996 | Білорусь | греко-римська боротьба, до 62 кг | 10     |
| Чемпіонат Європи з боротьби 1998 | Білорусь | греко-римська боротьба, до 58 кг | Бронза |

### Виступи на інших змаганнях
| Змагання                  | Збірна   | Вагова категорія                 | Місце  |
| ------------------------- | -------- | -------------------------------- | ------ |
| Тестовий турнір FILA 1998 | Білорусь | греко-римська боротьба, до 58 кг | Золото |

### Виступи на змаганнях молодших вікових груп
| Змагання                                      | Збірна | Вагова категорія                 | Місце  |
| --------------------------------------------- | ------ | -------------------------------- | ------ |
| Чемпіонат Європи з боротьби серед молоді 1986 | СРСР   | греко-римська боротьба, до 48 кг | Золото |